# Sant Crist de Llaceres
Sant Crist de Llaceres és una església del municipi de Sant Cugat del Vallès (Vallès Occidental) inclosa en l'Inventari del Patrimoni Arquitectònic de Catalunya.

## Descripció

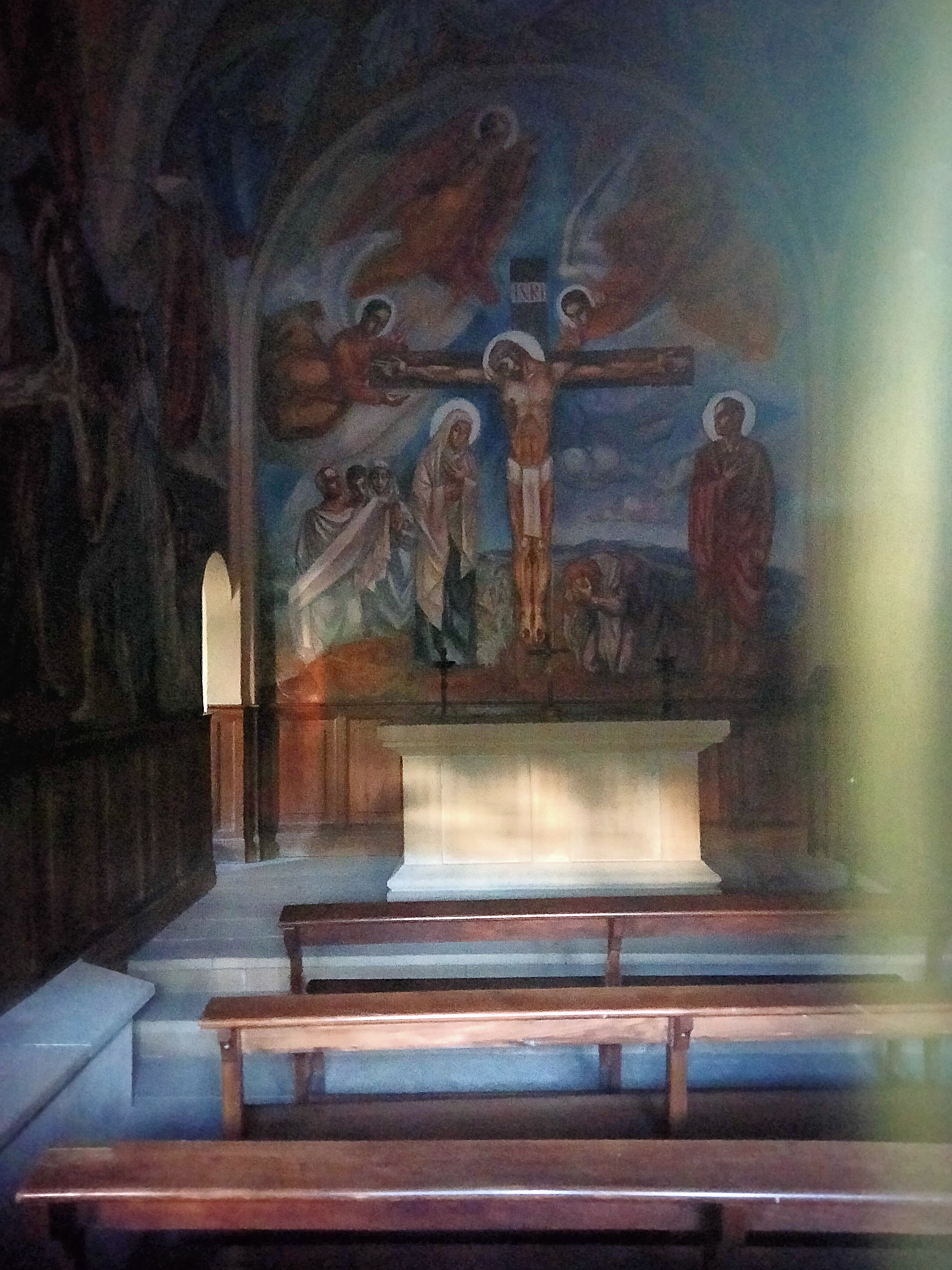
Interior de l'ermita, amb pintures de Grau-Garriga

És una ermita de planta en creu llatina i d'una sola nau. Té contraforts exteriors a les parets o façanes laterals. La porta d'entrada és rectangular i la façana està coronada per un campanar d'espadanya. L'interior està decorat amb pintures al fresc del santcugatenc Grau-Garriga, realitzades cap a l'any 1950.

## Història
Els seus orígens es remunten al segle X quan, al 965, es parla del terme de Llaceres (actualment Sant Llorenç Savall). Posteriorment hi existí el Mas Llaceres i el 1406 hi havia la creu de Llaceres que va ser substituïda per una imatge del crucificat Sant Crist de Llaceres el 1696. La capella actual per rememorar el fet de la troballa del mencionat Crist data de la meitat del segle xvii.